# Toa Halafihi

a Compétitions nationales et continentales officielles uniquement.

b Matchs officiels uniquement.
Dernière mise à jour le 28 janvier 2023.
Toa Halafihi, né le 27 novembre 1993, est un joueur international italien de rugby à XV. Il évolue au poste de troisième ligne centre au Benetton Trévise.

## Carrière

### En club
Né à Gisborne en Nouvelle-Zélande, Toa Halafihi est formé par la Poverty Bay RFU, où il commence sa carrière. Passé ensuite par la province de Taranaki, la franchise de Super Rugby des Hurricanes et même le Lyon OU en Top 14, il intègre en 2018 la franchise d'United Rugby Championship de Trévise, le Benetton Trévise.

### En sélection
En février 2022, il est sélectionné avec l'Italie par Kieran Crowley pour le Tournoi des Six Nations 2022. Il fait ses débuts contre la France le 6 février 2022.
En mai 2023, il est appelé avec la Squadra Azzurra dans un groupe de 46 joueurs pour préparer la Coupe du monde 2023. 